# Gaoligong Shan
Gaoligong Shan (chiń. upr. 高黎贡山; chiń. trad. 高黎貢山; pinyin Gāolígòng Shān) – pasmo górskie w południowo-zachodnich Chinach, w Hengduan Shan. Rozciąga się ono południkowo przy granicy z Mjanmą na długości ok. 320 km i wznosi się na ok. 4000 m. Jest to jedno z najważniejszych światowych centrów bioróżnorodności.
Nazwa Gaoligong Shan w sensie szerokim odnosi się do położonych najbardziej na zachód pasm gór Hengduan Shan, leżących między Saluin (Nu Jiang) a Irawadi; w sensie ścisłym jest to nazwa najwyższego wierzchołka tych gór (25,133°N 98,716°E/25,133000 98,716000). Góry Hengduan, w tym Gaoling zostały utworzone przez kilka kolejnych kolizji płyt tektonicznych, które powodowały wypiętrzenia gór: wpierw wczesnych zderzeń płyty pacyficznej i eurazjatyckiej, następnie płyty indyjskiej i euroazjatyckiej, wreszcie pośredniego nacisku ze strony napierającej na północ płyty australijskiej. W efekcie obszar ten jest bardzo aktywny sejsmicznie, w którym zdarzają się trzęsienia ziemi o magnitudzie 8. Teren jest ukształtowany przez postępujące wypiętrzanie górotworu a erozję wielkich rzek, które płyną dolinami utworzonymi przez uskoki tektoniczne – są to Saluin, Mekong (Lancang Jiang), Jingsha Jiang (górny bieg Jangcy) i Rzeka Czerwona dalej na południe; Irawadi także płynie doliną utworzoną przez uskok, położony dalej na zachód.